# Целягюн
Целягюн (лезг. ЦӀелегуьн) — село в Магарамкентском районе Дагестана.
Образует сельское поселение село Целягюн как единственный населённый пункт в его составе.

## Географическое положение
Расположено в 6 км к северо-западу от районного центра с. Магарамкент, на левом берегу реки Самур.

## История
В 1966 году село оказалось в эпицентре Касумкентского землетрясения и частично было разрушено. По этой причине было принято решение о переселении жителей села на равнину на собственные земли колхоза «Серго» в местности Палас. Во вновь отстроенный населённый пункт, также были частью переселены жители разрушенных сел Целягюнского сельсовета: Махмудкент и Ашага-Яраг.

## Население
| 1895  | 1926  | 1939  | 1970  | 1989  | 2002  | 2010  |
| ----- | ----- | ----- | ----- | ----- | ----- | ----- |
| 587   | ↘487  | ↗547  | ↗580  | ↗1174 | ↗1726 | ↗1813 |
| 2012  | 2013  | 2014  | 2015  | 2016  | 2017  | 2018  |
| ↘1801 | ↘1747 | ↘1697 | ↘1671 | ↘1667 | ↘1648 | ↘1612 |
| 2019  | 2020  | 2021  | 2023  | 2024  | 2025  |       |
| ↘1594 | ↘1577 | ↗1664 | ↘1641 | ↗1643 | ↘1613 |       |